# Artist Village
Artist Village är en ort i Indien.   Den ligger i distriktet Thane och delstaten Maharashtra, i den sydvästra delen av landet, 1 100 km söder om huvudstaden New Delhi. Artist Village ligger 200 meter över havet och antalet invånare är 6 000.
Terrängen runt Artist Village är platt västerut, men österut är den kuperad. Havet är nära Artist Village åt sydväst. Runt Artist Village är det tätbefolkat, med 762 invånare per kvadratkilometer. Närmaste större samhälle är Bombay, 17,4 km väster om Artist Village. Trakten runt Artist Village består till största delen av jordbruksmark.